# Arna Mer-Khamis

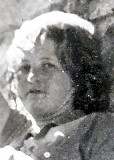
Arna Mer-Khamis

Arna Mer-Khamis (20 de março de 1929 – 15 de fevereiro de 1995) foi uma ativista política e de direitos humanos judia israelense. Em 1993, ela foi premiada com o Right Livelihood Award por seu "compromisso apaixonado com a defesa e educação das crianças da Palestina."

## Biografia
Arna Mer-Khamis nasceu em 1929, em Rosh Pinna, na época Mandato da Palestina. O pai de Mer-Khamis era Gideon Mer, um cientista judeu nascido na Lituânia que foi pioneiro no estudo da malária durante o Mandato Britânico. Ela frequentou o ensino médio em Tiberias e a Ben Shemen Youth Village, e foi ativa no movimento juvenil Gordonia. Mer-Khamis lutou com o Palmach e as Forças de Defesa de Israel durante a Guerra Árabe-Israelense de 1948.
Mer-Khamis se casou com Saliba Khamis, um árabe cristão e membro proeminente do Maki. Após se casar com Khamis, eles se mudaram para Nazareth, onde Mer-Khamis foi presa e encarcerada por duas semanas por entrar na cidade sem permissão. Eles tiveram três filhos: Spartacus, Juliano (que adotou o nome Juliano Mer-Khamis), e Abir. Juliano, um ator, cineasta e ativista pela paz que foi assassinado em 2011, dirigiu o filme Arna's Children sobre o trabalho de Mer-Khamis com o Freedom Theatre.

## Ativismo político
Mer-Khamis foi uma membra ativa do partido Comunista em Israel. Durante a Primeira Intifada, como parte de um projeto para apoiar a educação de crianças na Cisjordânia, ela estabeleceu a organização Em Defesa das Crianças sob Ocupação/Aprendizagem e Cuidado, e mais tarde fundou o Freedom Theatre no campo de refugiados de Jenin.
Prêmios
Em 1993, Mer-Khamis foi premiada com o Right Livelihood Award. Em seu discurso de aceitação, Arna Mer-Khamis expressou sua simpatia pelas crianças refugiadas palestinas e seus sofrimentos.